# Цензурат
Цензуратът (御史台 и 都察院) е надзорна агенция за държавен контрол на най-високо равнище в древен Китай. Създадена по време на династията Цин (221-207 г. пр.н.е.).
Цензуратът е високоефективна агенция по време на династията на монголския Юен (1271-1368 г.). По време на династията Мин (1368-1644 г.) Цензуратът е клон на централизираната бюрокрация, паралелен на шестте министерства и на петте главни военни комисии и е пряко отговорен пред императора. 
Разследващите цензори са „очите и ушите“ на императора и са проверени администратори на всяко ниво за предотвратяване на корупцията и злоупотребите с публични средства и със служебно положение през този период. Популярни китайски истории разказват за праведни цензури, разкриващи корупция, както и за цензури, които приемат подкупи. Най-общо казано всички китайци се страхували от тях и цензурите на били харесвани, поради и което трябвало непрекъснато да се сменят, за да могат успешно да изпълняват задълженията си.
В Китай имало три клона на Цензурата:
1. Палатският клон (殿 院) отговарял за наблюдението на поведението на длъжностните лица от императорския двор и се състоял от интелигентни цензори в двореца (殿中 侍御 史);
2. Административният клон (台 院) отговарял за наблюдението на поведението на императора, за да не допусне грешки и да му напомня за задълженията му на държавен глава. Това били еквивалентни цензури (侍御 史).
3. Откриващият клон (察院) отговарял за наблюдението на поведението на местните служители. Това били мониторингови наблюдатели (監察 御史), обикалящи страната по схеми, за да гарантират правилното изпълнение на държавната политика и доброто управление на местните служители.